# Phương trình bậc bốn
Phương trình bậc bốn là một phương trình đơn biến có bậc cao nhất là 4.

## Tiểu sử
Năm 1545 Girolamo Cardano(1501 - 1576) cho xuất bản cuốn Ars Magna, trong đó có trình bày một phương pháp của Lodovico Ferrari về việc giải phương trình bậc bốn bằng cách đưa về giải phương trình bậc ba. Từ đây, mọi phương trình bậc bé hơn 4 và phương trình bậc bốn đều giải tổng quát được bằng công thức căn thức và số ảo.

## Dạng tổng quát
Phương trình bậc bốn hệ số số phức:
{\displaystyle x^{4}+d_{1}x^{3}+d_{2}x^{2}+d_{3}x+d_{4}=0}
{\displaystyle d_{1},d_{2},d_{3},d_{4}\in \mathbb {C} }
Đặt
{\displaystyle x=Y-{\frac {d_{1}}{4}}}
Phương trình bậc bốn đưa về dạng rút gọn theo ẩn Y:
{\displaystyle Y^{4}+a_{2}Y^{2}+a_{3}Y+a_{4}=0}
{\displaystyle a_{2},a_{3},a_{4}\in \mathbb {C} }

## Một cách giải phương trình bậc bốn đơn giản
Ta đưa phương trình bậc bốn về dạng rút gọn rồi giải như sau:
{\displaystyle X^{4}+aX^{2}+bX+c=0}
Tương đương với:
{\displaystyle (X^{2}+m)^{2}+(a-2m)X^{2}+bX+c-m^{2}=0}
Hay:
{\displaystyle (X^{2}+m)^{2}-(2m-a)[X^{2}-{\frac {b}{2m-a}}X+{\frac {m^{2}-c}{2m-a}}]=0}
Chọn m thỏa
{\displaystyle {\frac {b}{2(2m-a)}}={\sqrt {\frac {m^{2}-c}{2m-a}}}}
Hay:
{\displaystyle b^{2}=4(2m-a)(m^{2}-c)}
m là nghiệm của một phương trình bậc 3 nên giải được.
- Nếu b = 0 thì phương trình bậc 4 đưa về dạng trùng phương, việc giải phương trình bậc 4 tương đương với việc giải phương trình bậc 2

{\displaystyle X^{4}+aX^{2}+c=0}
- Nếu b≠0 thì (a - 2m)≠0, phương trình mới có dạng sau là hiệu của hai bình phương nên giải được bằng cách phân tích nhân tử bậc hai của X:

{\displaystyle (X^{2}+m)^{2}-(2m-a)[X-{\frac {b}{2(2m-a)}}]^{2}=0}
Hay
{\displaystyle [X^{2}-({\sqrt {2m-a}})X+{\frac {b}{2({\sqrt {2m-a}})}}+m][X^{2}+({\sqrt {2m-a}})X-{\frac {b}{2({\sqrt {2m-a}})}}+m]=0}
Giải nghiệm hai phương trình bậc hai sẽ tìm được nghiệm phương trình bậc bốn
{\displaystyle x_{1}={\frac {1}{2}}[{\sqrt {2m-a}}+{\sqrt {-{\frac {2b}{\sqrt {2m-a}}}-2m-a}}]}
{\displaystyle x_{2}={\frac {1}{2}}[{\sqrt {2m-a}}-{\sqrt {-{\frac {2b}{\sqrt {2m-a}}}-2m-a}}]}
{\displaystyle x_{3}={\frac {1}{2}}[-{\sqrt {2m-a}}+{\sqrt {{\frac {2b}{\sqrt {2m-a}}}-2m-a}}]}
{\displaystyle x_{4}={\frac {1}{2}}[-{\sqrt {2m-a}}-{\sqrt {{\frac {2b}{\sqrt {2m-a}}}-2m-a}}]}

## Ví dụ
{\displaystyle x^{4}+4x^{3}-4x^{2}-12x+9=0}
{\displaystyle x=y-{\frac {d_{1}}{4}}=y-1}
{\displaystyle y^{4}-10y^{2}+4y+14=0}
{\displaystyle a=-10,b=4,c=14,m=-4}
{\displaystyle y_{1}={\frac {1}{2}}({\sqrt {2}}+{\sqrt {-{\frac {8}{\sqrt {2}}}+8+10}})=2.46374745}
{\displaystyle y_{2}={\frac {1}{2}}({\sqrt {2}}-{\sqrt {-{\frac {8}{\sqrt {2}}}+8+10}})=-1.049533887}
{\displaystyle y_{3}={\frac {1}{2}}(-{\sqrt {2}}+{\sqrt {{\frac {8}{\sqrt {2}}}+8+10}})=1,724808835}
{\displaystyle y_{4}={\frac {1}{2}}(-{\sqrt {2}}-{\sqrt {{\frac {8}{\sqrt {2}}}+8+10}})=-3.139022397}444
{\displaystyle x=y-1}
{\displaystyle x_{1}=1.46374745}
{\displaystyle x_{2}=-2.049533887}
{\displaystyle x_{3}=0.724808835}
{\displaystyle x_{4}=-4.139022397}

## Cách giải bằng cách đặt ẩn
{\displaystyle x^{4}+a_{2}x^{2}+a_{3}x+a_{4}=0}
Đặt:
{\displaystyle x_{j}=\omega ^{j}u_{1}+\omega ^{2j}u_{2}+\omega ^{3j}u_{3}+\omega ^{4j}u_{4}} (Định thức Vandermonde khác không nên xj bất kì)
{\displaystyle \omega =cos({\frac {2\pi }{4}})+isin({\frac {2\pi }{4}})}
{\displaystyle u_{4}={\frac {x_{1}+x_{2}+x_{3}+x_{4}}{4}}=-{\frac {a_{1}}{4}}=0}
Do đó:
{\displaystyle x_{j}=\omega ^{j}u_{1}+\omega ^{2j}u_{2}+\omega ^{3j}u_{3}}
Khi đó:
{\displaystyle a_{2}=-4u_{1}u_{3}-2u_{2}^{2}}
{\displaystyle a_{3}=-4(u_{1}^{2}+u_{3}^{2})u_{2}}
{\displaystyle a_{4}=-u_{1}^{4}-u_{3}^{4}+2u_{1}^{2}u_{3}^{2}-4u_{1}u_{3}u_{2}^{2}+u_{2}^{4}}
- Nếu u2 ≠ 0:

{\displaystyle u_{1}u_{3}=-{\frac {a_{2}}{4}}-{\frac {u_{2}^{2}}{4}}}
{\displaystyle u_{1}^{2}+u_{2}^{2}=-{\frac {a_{3}}{4u_{2}}}}
{\displaystyle a_{4}=-[(u_{1}^{2}+u_{3}^{2})^{2}-2u_{1}^{2}u_{3}^{2}]+2u_{1}^{2}u_{3}^{2}-4u_{1}u_{3}u_{2}^{2}+u_{2}^{4}}
Thay {\displaystyle u_{1}u_{3},u_{1}^{2}+u_{3}^{2}} theo u2 vào a4
u2 là nghiệm của phương trình:
{\displaystyle 4u_{2}^{6}+2a_{2}u_{2}^{4}+({\frac {a_{2}^{2}}{4}}-a_{4})u_{2}^{2}-{\frac {a_{3}^{2}}{16}}=0}
u22 là nghiệm một phương trình bậc 3 nên giải được. Biết u2 suy ra u1, u3
- Nếu u2 = 0

{\displaystyle x^{4}-4u_{1}u_{3}x^{2}-u_{1}^{4}-u_{3}^{4}+2u_{1}^{2}u_{3}^{2}=0}
{\displaystyle u_{1}u_{3}=-{\frac {a_{2}}{4}}}
{\displaystyle u_{1}^{4}+u_{3}^{4}=-(a_{4}-{\frac {a_{2}^{2}}{8}})}
Biết tích và tổng của hai số thì ta có thể tìm được hai số đó tương đương giải một phương trình bậc hai

## Nói thêm về phương trình bậc lớn hơn 4
Một câu hỏi được đặt ra một cách rất tự nhiên: Liệu phương trình bậc 5 có giải tổng quát được bằng công thức hay không? Câu hỏi này đã thu hút sự quan tâm nghiên cứu của rất nhiều người. Có thể kể ra một số trường hợp sau: Tschirnhaus đưa ra lời giải nhưng bị Leibniz chỉ ra là sai lầm. Euler đưa ra lời giải sai nhưng đồng thời lại tìm được phương pháp mới để giải phương trình bậc bốn. Lagrange cũng nghiên cứu vấn đề này và tìm ra cách thống nhất để giải quyết bài toán cho các phương trình bậc bé hơn hoặc bằng bốn. Tuy nhiên ông nói rằng phương pháp của ông sẽ sai nếu áp dụng cho phương trình bậc 5. Năm 1813, Ruffini công bố một chứng minh với nhiều sai sót rằng phương trình bậc 5 không giải được bằng căn thức. Cuối cùng, vào năm 1824 Niels Henrik Abel đã chứng minh một cách thuyết phục rằng phương trình bậc 5 tổng quát không giải được bằng căn thức. Và Évariste Galois(1811 - 1832), chàng thanh niên người Pháp 21 tuổi là người cuối cùng đưa ra lời giải rất sâu sắc cho bài toán tuyệt đẹp:"Làm thế nào để nhận biết một phương trình đại số là giải được hay không được bằng căn thức" bằng cách phát triển lý thuyết nhóm.